# Invandring

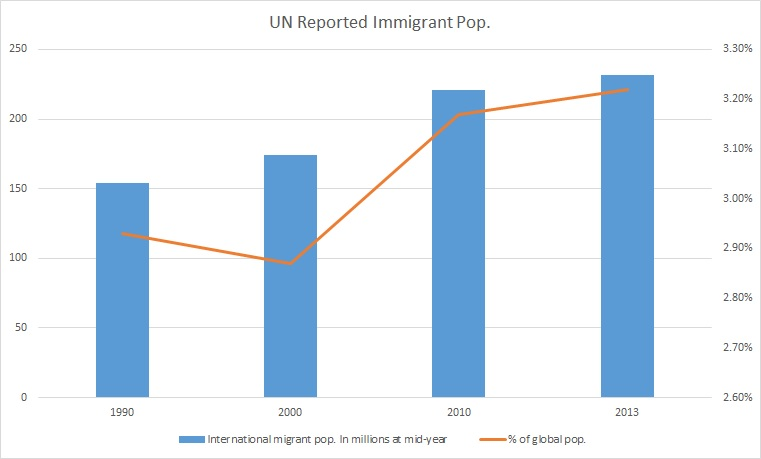
Andelen invandrare av världens befolkning har ökat marginellt sedan 1990-talet, och hela tiden legat nära 3 procent, medan antalet invandrare globalt har ökat.

Invandring eller immigration är en form av mänsklig migration och avser inflyttning och stadigvarande bosättning av utrikes född person i ett land. Vanligen inkluderar statistiken även personer som fötts i landet och återvänder efter att ha bott en längre tid i ett annat land. Den person som invandrat kallas invandrare eller immigrant.

Andel invandrare i världens länder 2005 :
Ingen uppgift mer än 50 % 20 % till 50 % 10 % till 20 % 4 % till 10 % 1 % till 4 % mindre än 1 %

Illegal invandring är en benämning på företeelsen där människor migrerar till ett annat land i strid med dess gällande rätt. Människor som vistas i ett land utan giltigt tillstånd eller rättslig status kallas irreguljära migranter.
Illegal invandring ska inte sammanblandas med illegal inresa och avsaknad av visering.
Förenta nationerna uppskattar att det fanns 232 miljoner migranter i världen (ungefär 3,25 procent av världens befolkning) år 2013.

## Invandring till Europa

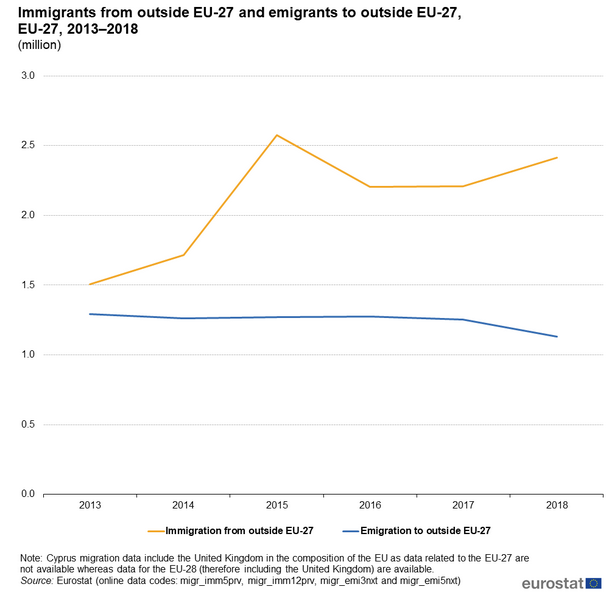
Utom EU-27 länders invandring och utvandring till/från EU-27 länderna. Källa: Eurostat 2020

Invandring till Europa under modern tid har karaktäriserats av en omfattande utvandring från Europa till Nord- och Sydamerika, fram till andra världskriget. Först därefter har Europa sett en nettoinvandring. Den utomeuropeiska invandringen har främst nått Västeuropa, med början till gamla kolonialmakter som Storbritannien och Frankrike.
Sedan den fria rörligheten för personer infördes inom Europeiska gemenskaperna (EU:s föregångare) på 1960-talet och sedermera inom Europeiska ekonomiska samarbetsområdet (EES) har termen ”invandrare” främst kommit att användas för att hänvisa till utomeuropeiska medborgare och andra tredjelandsmedborgare, och inte till personer från andra EG-/EU-länder.
Flyktingvågen till EG nådde en topp 1992 under Jugoslaviska krigen. Detta rekord tangerades 2014 när 626 715 flyktingar anlände i samband med flyktingkrisen i Europa, och passerades 2015. De största ursprungsländerna 2014 var Syrien (20 procent), Afghanistan (7 procent), Kosovo (6 procent), Eritrea (6 procent) och Serbien (5 procent).

### Invandring till Danmark
| Antal utrikes födda invånare i Danmark 2000-2017        |
| ------------------------------------------------------- |
| Källa: OECD Statistics International Migration Database |

Fram till 1960-talet var Danmark ett i stort sett homogent samhälle utan stora etniska skillnader. Industrins behov av arbetskraft under 1960-talet och flyktingtillströmningarna de följande decennierna ändrade landet till ett mera multietniskt samhälle.

### Invandring till Sverige

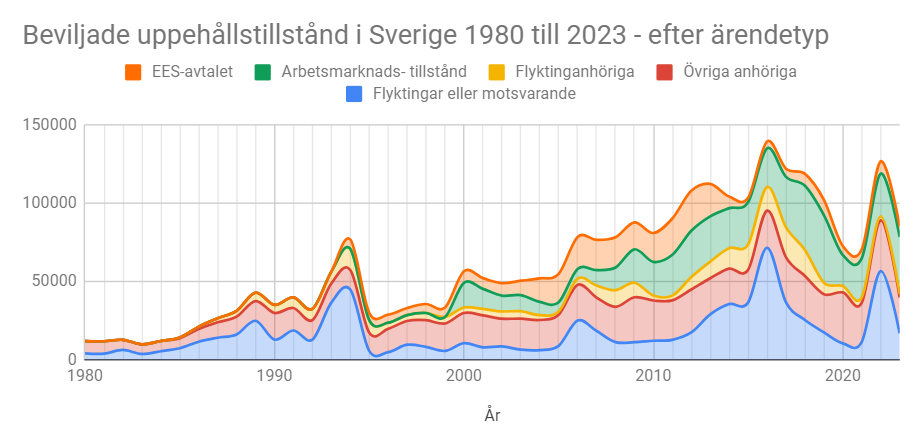
Antal beviljade uppehållstillstånd i Sverige 1987-2019 för olika ärendeslag staplade på varandra.

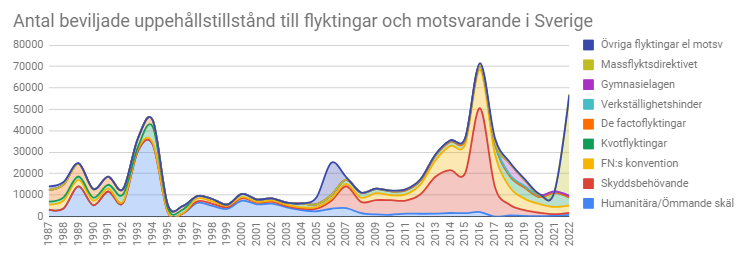
Antal beviljade uppehållstillstånd till flyktingar och motsvarande i Sverige 1988-2019 för olika asylskäl staplade på varandra. Asylskäl som har varit mest vanliga under hela perioden visas längst ned.

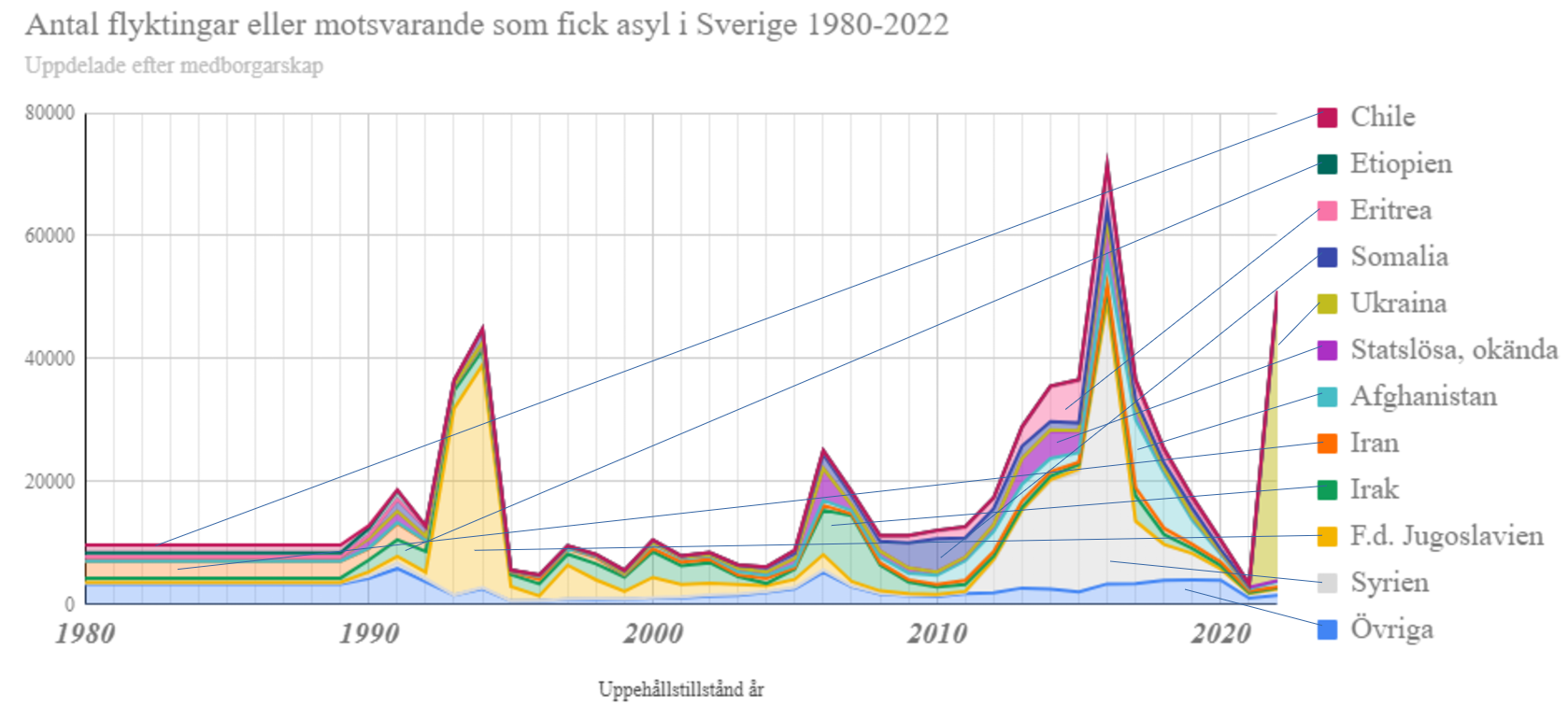
Antal flyktingar och motsvarande per år som beviljades asyl i Sverige sedan 1980 och deras vanligaste medborgarskap staplade på varandra. För perioden 1980-1989 visas konstanta tidsmedelvärden.

Invandring kan ske som arbetskraftsinvandring och asylinvandring samt som anhöriginvandring relaterat till svenska medborgare eller till redan invandrade personer. Även gäststuderande och utlandsadoptioner ingår i Migrationsverkets sammanställning över beviljade uppehållstillstånd, liksom uppehållstillstånd enligt EES-avtalet.
Inrikes född person som har en eller två utrikes födda föräldrar kallas ibland andra generationens invandrare, ett begrepp som dock är ifrågasatt eftersom dessa personer inte har invandrat och ofta har större anknytning till Sverige än till något annat land. Regeringens utredare 2000 förordar i stället begreppet utländsk bakgrund för person som själv är utrikes född eller som minst en utrikes född förälder. Utredningen använder också begreppen första och andra generationens svenskar. Statistiska centralbyrån definierar begreppet utländsk bakgrund på annat sätt och avser utrikes född eller inrikes född med två utrikes födda föräldrar.

Begreppet avser främst personer med permanent uppehållstillstånd och som har eller kan få medborgarskap. Det är oklart om begreppet även innefattar papperslösa, det vill säga personer som varaktigt befinner sig i landet utan uppehållstillstånd, och personer med verkställighetshinder mot utvisning. Begreppet avser i allmänhet inte asylsökande som inväntar beslut, inte personer med tillfälligt uppehållstillstånd exempelvis för gästarbete (rörlig utländsk arbetskraft) eller internationella studier, och inte rörliga EU-migranter. En nyanländ är en invandrare, vanligen flykting, som har fått uppehållstillstånd och således inte är asylsökande längre, ibland även anhöriganvändrare, men som fortfarande har rätt till etableringsinsatser. Begreppet nyanländ har emellertid olika definition i olika lagtexter.

#### Sverige – historisk tid
Under historisk tid skedde invandring till Sverige redan under medeltiden framför allt i form av tyska hantverkare och köpmän. Från 1600-talet till tidigt 1800-tal fanns restriktioner mot invandring av personer som inte var protestanter (vilket vid den tidpunkten i praktiken främst innebar katoliker och judar). Många människor flyttade dock inom Sveriges gränser (som fram till år 1809 inkluderade Finland).
I Sverige kallas 1800-talet ofta utvandringens tid och invandringen till Sverige var då begränsad. Samtidigt pågick inre migration från landsbygden till städerna när Sverige industrialiserades under andra halvan av århundradet. Under 1900-talet ökade invandringen kraftigt, framför allt under och efter andra världskriget då arbetskraftsinvandringen ökade och nådde sedan sin högsta nivå i slutet av 1960-talet. Under 1970-talet skedde främst så kallad familjeinvandring och sedan 1980-talet har anhöriginvandringen dominerat[källa behövs] följt av asylinvandringen.

#### Sverige – modern tid
År 2014 tog Sverige emot 126 966 personer (varav 15 194 var återvändande svenskfödda).
Andelen av den svenska befolkningen med utländsk bakgrund var enligt SCB 21,5 procent år 2014 (2 092 000 personer). I gruppen med utländsk bakgrund ingår utrikes födda (16,5 procent) och inrikes födda med två utrikes födda föräldrar (5,0 procent).
Botkyrka är kommunen med störst andel personer med utländsk bakgrund (56,2 procent år 2014). I de stora städerna är andelen med utländsk bakgrund något högre än genomsnittet. I Stockholm är andelen 31,1 procent (2014), i Göteborg 31,7 procent (2013) och i Malmö 41,7 procent (2014).
Svensk invandringspolitik präglas av bred politisk konsensus. Alla partier i Sveriges riksdag utom Sverigedemokraterna har stått för en generös invandringspolitik,[källorna bör dateras?] åtminstone fram till Migrationsöverenskommelsen hösten 2015.
Svenska folkets inställning till flyktingar och invandrare blev enligt Marie Demker, professor i statsvetenskap, generellt allt mer positiv sedan början på 1990-talet till 2010. En undersökning av SOM-institutet visade också att svenskar som instämmer i påståendet "Ta emot färre flyktingar i Sverige" minskade från 61 procent 1990 till 44 procent 2014, samtidigt ökade de som inte instämmer från 17 procent till 32 procent. Undersökningen år 2017 visade en mer negativ allmän inställning till flyktingar där 52 procent stödde förslaget ta emot färre flyktingar medan 24 procent var av motsatt uppfattning.
På frågan "Ta emot FLER flyktingar" svarade 50 procent det var ett dåligt förslag, 32 procent svarade att det var ett varken bra eller dåligt förslag och 18 procent svarade ett bra förslag, enligt SOM-undersökningen 2013. 
Enligt en undersökning av Demoskop har invandringsopinionen sedan 2012 istället blivit mer negativ. Andelen som tycker att invandringen är för stor har enligt den undersökningen ökat med 13 procentenheter, från 45 procent till 58 procent.

## Integration eller assimilering
Integration är den process där invandrare får medborgarskap och etablerar sig i det nya samhället, och underlättas av integrationspolitik. Integration står i motsats till socialt utanförskap, diskriminering och segregation, det vill säga åtskiljande av befolkningsgrupper i parallellsamhällen. Integration står också i kontrast till assimilering, som är en process mot fullständig anpassning av en etnisk grupp till majoritetsbefolkningens kultur. Ett samhälle bestående av befolkningsgrupper som kan vara integrerade men ändå bevarar vissa sedvänjor och kulturell särart kallas mångkulturellt. Invandrade etniska grupper som inte assimilerats efter ett stort antal generationer har i vissa länder fått status som minoritetsfolk, med krav på viss autonomi, egna skolor, och så vidare.